# Mondol Seima
Huyện Mondol Seima là một huyện ở tỉnh Koh Kong, tây nam Campuchia. Sông Kah Bpow chảy qua huyện này.

## Các đơn vị trực thuộc
| Mondol Seima   |                                                                                                 |
| Khum (Xã)      | Phum (Làng)                                                                                     |
| Bak Khlang     | Bak Khlang Muoy, Bak Khlang Pir, Bak Khlang Bei, Boeng Kachhang, Kaoh Pao, Neang Kok, Cham Yeam |
| Peam Krasaob   | Peam Krasob Ti Muoy, Peam Krasob Ti Pir                                                         |
| Tuol Kokir Leu | Tuol Kokir Kraom, Tuol Kokir Leu, Ta Chat, Kaoh Chak                                            |